# Can Coll (Cerdanyola del Vallès)
Can Coll és una antiga masia del segle xv situada a la serra de Collserola dins el terme municipal de Cerdanyola del Vallès, a la comarca del Vallès Occidental, que es troba al km 2 de la carretera de Cerdanyola a Horta.

## Història
Anteriorment al 1495 era coneguda com a Manso Portell, però en aquest any un fogatge ja parla d'una persona amb el cognom Coll com a propietari. Al llarg dels segles posteriors, la masia creix i s'amplia diverses vegades, fins a la construcció de la capella adossada a la casa el 1845. Al llarg del temps se li va afegir tot un seguit de cossos i dependències agrícoles ordenades al voltant d'un gran pati i, al segle xix, la capella. A l'exterior hi ha l'era i una bassa. Tot i el pes de les activitats forestals, el conreu de la vinya i la producció de vi van ser les activitats agrícoles més importants que s'hi desenvolupaven.
La família Coll va ser molt influent a Cerdanyola i hom diu que el comú de Sant Martí es va reunir en alguna ocasió a la masia. Va ser adquirida l'any 1928 (escripturada el 1935), quasi e estat de ruïna, per Joan Serra Sian, que hi va fer grans obres i la va convertir en una explotació agrícola moderna. El 1987, la finca és adquirida per la Corporació Metropolitana de Barcelona, i, un any després, es rehabilita una part de la masia i s'inaugura el Centre d'Educació Ambiental Can Coll. Ha sigut reformada en diverses ocasions, la darrera el 1992. Avui, a més de centre d'educació ambiental del Parc Natural de la Serra de Collserola, que acull escolars d'educació infantil, primària i grups d'Eso i Batxillerat, funciona també com a centre d'informació i acollida del Parc els diumenges.

## Edifici
Can Coll, situada a Valldaura, és formada per un conjunt d'edificis de diverses èpoques i estils. L'edifici principal té planta baixa, un pis i golfes, amb coberta de teula a quatre vessants. La façana principal, a migdia, és formada per dos cossos unificats d'estructura simètrica i dues construccions laterals afegides. El cos esquerre presenta una gran porta d'accés adovellada d'arc de mig punt; la resta d'obertures són rectangulars i estan emmarcades en pedra a la planta i al pis, i d'arc escarser a les golfes. El cos dret té la porta d'arc escarser, i la resta d'obertures són de la mateixa tipologia que les de la banda esquerra. A la part davantera hi ha un altre edifici de maó, unit a la construcció principal per una tanca que delimita un gran pati. Aquest segon edifici s'obre al paisatge de Collserola mitjançant una gran terrassa amb columnes salomòniques de maó. Són remarcables els jardins.